# Przyrów
Przyrów è un comune rurale polacco del distretto di Częstochowa, nel voivodato della Slesia.
Ricopre una superficie di 80,44 km² e nel 2004 contava 4 161 abitanti.